# Open Karlsruhe
L'Open Karlsruhe è un torneo femminile di tennis che si tiene a Karlsruhe in Germania dal 2019. Fa parte della categoria WTA 125 e si gioca sulla terra rossa del TC Rüppurr. L'edizione del 2020 non si è disputata a causa della pandemia di COVID-19.

## Albo d'oro

### Singolare
| Anno | Categoria                             | Campionessa                           | Finalista                             | Punteggio                             |
| ---- | ------------------------------------- | ------------------------------------- | ------------------------------------- | ------------------------------------- |
| 2019 | WTA 125                               | Patricia Maria Tig                    | Alison Van Uytvanck                   | 3–6, 6–1, 6–2                         |
| 2020 | Annullato per pandemia di Coronavirus | Annullato per pandemia di Coronavirus | Annullato per pandemia di Coronavirus | Annullato per pandemia di Coronavirus |
| 2021 | WTA 125                               | Mayar Sherif (1)                      | Martina Trevisan                      | 6–3, 6–2                              |
| 2022 | WTA 125                               | Mayar Sherif (2)                      | Bernarda Pera                         | 6–2, 6–4                              |

### Doppio
| Anno | Categoria                             | Campionesse                              | Finaliste                             | Punteggio                             |
| ---- | ------------------------------------- | ---------------------------------------- | ------------------------------------- | ------------------------------------- |
| 2019 | WTA 125                               | Lara Arruabarrena Vecino Renata Voráčová | Han Xinyun Yuan Yue                   | 6(2)–7, 6–4, [10–4]                   |
| 2020 | Annullato per pandemia di Coronavirus | Annullato per pandemia di Coronavirus    | Annullato per pandemia di Coronavirus | Annullato per pandemia di Coronavirus |
| 2021 | WTA 125                               | Irina Bara Ekaterine Gorgodze            | Katarzyna Piter Mayar Sherif          | 6–3, 2–6, [10–7]                      |
| 2022 | WTA 125                               | Mayar Sherif Panna Udvardy               | Jana Sizikova Alison Van Uytvanck     | 5–7, 6–4, [10–2]                      |